# Spit

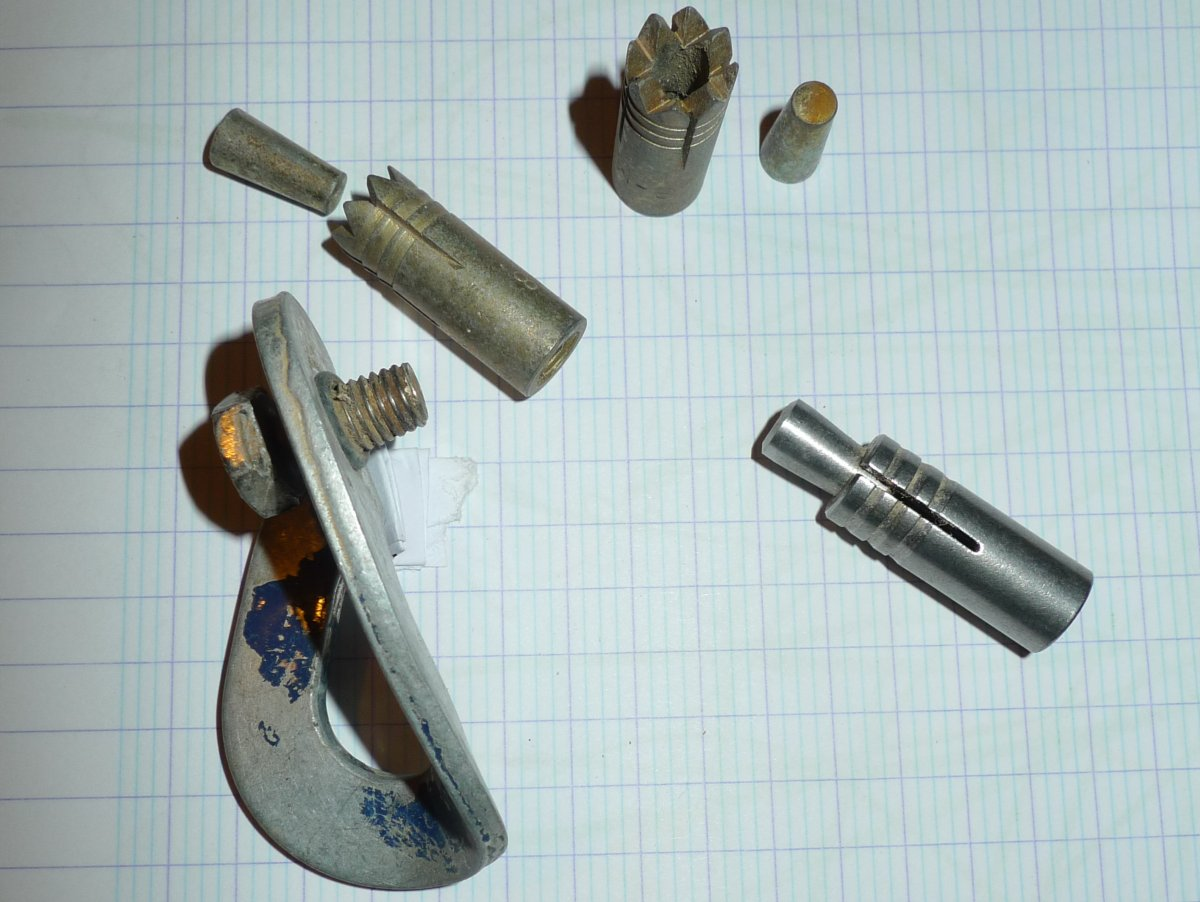
Esempi di tre spit: si nota il cilindro cavo filettato e il cuneo. In basso a sinistra il bullone e la placchetta che vi verranno avvitati sopra. In basso a destra un modello particolare non autoperforante.

Lo spit, o spit ROC, è un tassello a bussola autoperforante, nato nell'ambito dell'edilizia. È utilizzato come punto di ancoraggio in varie attività come arrampicata, alpinismo, speleologia e torrentismo. Il nome è l'acronimo di Société de Prospection et d'Inventions Techniques, l'azienda francese nata nel 1951, tra i primi a produrlo.

## Descrizione
La terminologia completa per riferirsi agli spit è "spit ROC" e "spit FIX" per distinguere le modalità di espansione del tassello:
- espansione per percussione per lo spit ROC, detto anche brevemente "spit"[1]
- espansione per trazione per lo spit FIX, detto anche brevemente fix.[4]

Lo spit è composto da due parti di acciaio o acciaio inox:
- un cilindro cavo con filettatura all'interno e una estremità con punte taglienti per perforare la roccia
- un cuneo a tronco di cono per provocare l'espansione del tassello

Lo spit ROC è stato superato dallo spit FIX, che offre maggior tenuta a carichi radiali e all'estrazione ed elimina il pericoloso rischio di fuoriuscita del cuneo di espansione dal cilindro. Nelle falesie è infine utilizzato anche il fittone resinato, con prestazioni ancora migliori. Spit, fix e resinati fanno parte della famiglia dei "chiodi a perforazione", detti chiper e sono regolamentati dalla normativa EN 959.

## Utilizzo
Per posizionare lo spit si utilizza uno strumento chiamato "piantaspit", un cilindro di ferro con impugnatura, al quale si avvita a una estremità il tassello. Il foro si ottiene percuotendo col martello dall'altra estremità e ruotando il piantaspit di un quarto di giro ogni due/tre colpi. Ottenuto il foro si estrae il tassello per applicarvi il cuneo, quindi lo si reintroduce e lo si martella per ottenere l'espansione. Si svita infine il piantaspit e si fissa una piastrina con occhiello tramite un bullone.